# 4271 Novosibirsk
4271 Novosibirsk este un asteroid descoperit pe 3 aprilie 1976 de Nikolai Cernîh.

## Denumirea asteroidului
Asteroidul a primit numele în onoarea celui mai mare oraș din Siberia, Novosibirsk.